# Prostitución en Nevada

Prostitución en Norteamérica. En gris denota Nevada, único estado de los Estados Unidos donde la prostitución es legal en algunos condados. En el resto de estados está catalogada como ilegal.

Legalidad de la prostitución en burdeles en Nevada por condados
Prostitución permitida, al menos un burdel activo
Prostitución permitida, ningún burdel activo
Prostitución prohibida

La prostitución en Nevada está legalmente permitida, siendo el único de los estados que conforman los Estados Unidos que cuenta con dicha dispensa. Esta actividad es legal en 10 de los 17 condados del estado, aunque solo en seis de ellos está permitida en todos sus municipios. Seis condados tienen al menos un burdel activo, que funcionan principalmente en zonas rurales aisladas. Los condados más poblados del estado, Clark (que contiene el área metropolitana de Las Vegas-Paradise) y Washoe (que contiene Reno), se encuentran entre los que no permiten la prostitución. También es ilegal en la capital, Carson City, una ciudad independiente.
La gran mayoría de la prostitución en Nevada tiene lugar ilegalmente en las áreas metropolitanas de Las Vegas y Reno. Los clientes gastan unas 66 veces más dinero en prostitución ilegal en Nevada que en los burdeles regulados.

## Historia

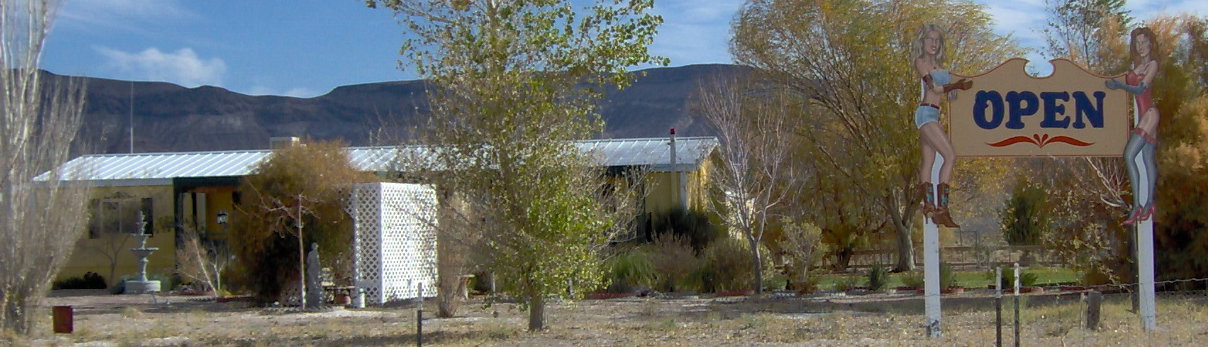
El establecimiento Shady Lady Bed and Breakfast, ubicado en el condado de Nye.

Los burdeles están permitidos en el estado de Nevada desde mediados del siglo XX. En 1937 se promulgó una ley que exigía controles sanitarios semanales a todas las prostitutas. En 1942, el presidente Franklin D. Roosevelt dictó una orden para suprimir la prostitución cerca de las bases militares, lo que afectó a los barrios rojos de Reno y Las Vegas. Cuando se levantó esta orden, seis años más tarde, en 1948, las autoridades de Reno intentaron cerrar un burdel por considerarlo un estorbo público; esta medida fue confirmada por la Corte Suprema de Nevada en 1949. En 1951, ambas áreas cerraron sus zonas rojas por considerarlas alteraciones del orden público, pero los burdeles siguieron existiendo en todo el estado.
En 1971, Joe Conforte, propietario de un burdel llamado Mustang Ranch, cerca de Reno, convenció a los funcionarios del condado para que promulgaran una ordenanza que contemplara la concesión de licencias a burdeles y prostitutas, evitando así la amenaza de ser clausurados como alteración del orden público.
Los funcionarios de Las Vegas, temerosos de que Conforte utilizara la misma técnica para abrir un burdel en las cercanías, convencieron a la asamblea legislativa, en 1971, para que promulgara una ley que prohibiera la legalización de la prostitución en los condados con una población superior a un determinado umbral, adaptada para aplicarse únicamente al condado de Clark.
En 1977, los funcionarios del condado de Nye intentaron cerrar el Chicken Ranch de Walter Plankinton por considerarlo un estorbo público; en aquella época, los burdeles no tenían que tener licencia en ese condado, y había varios más en funcionamiento. Plankinton interpuso una demanda, alegando que la ley estatal de 1971 había eliminado implícitamente el supuesto de que los burdeles fueran molestias públicas per se. El Tribunal Supremo de Nevada se mostró de acuerdo con esta interpretación en 1978, por lo que se permitió el funcionamiento del Chicken Ranch. En otro caso, los propietarios de burdeles del condado de Lincoln protestaron cuando el condado ilegalizó la prostitución en 1978, tras haber expedido licencias durante siete años. Sin embargo, el Tribunal Supremo de Nevada dictaminó que el condado tenía derecho a hacerlo.
En 1979 se promulgó una ley estatal que prohibía la publicidad de burdeles en los condados que habían prohibido la prostitución. Fue rápidamente impugnada por motivos de la Primera Enmienda, pero en 1981, el Tribunal Supremo de Nevada la declaró constitucional. En julio de 2007, la ley fue revocada por un juez de distrito por considerarla «excesivamente amplia», y la publicidad en Las Vegas comenzó poco después. En marzo de 2010, la decisión del juez de distrito fue revocada de nuevo por un panel de tres jueces del Tribunal de Apelaciones del Noveno Circuito de Estados Unidos. La Unión Estadounidense por las Libertades Civiles (ACLU) recurrió ante el pleno del Tribunal del Noveno Circuito en marzo de 2010. Además, recurrió ante el Tribunal Supremo de los Estados Unidos en 2011, pero dicho órgano se negó a conocer del recurso. Por tanto, la prohibición de la publicidad de los burdeles sigue en vigor.
Mientras que los burdeles y las prostitutas están sujetos al impuesto federal sobre la renta y también pagan tasas locales, Nevada no tiene impuesto estatal sobre la renta, y los burdeles están exentos del impuesto estatal sobre espectáculos y no pagan ningún otro impuesto estatal. En 2005, los propietarios de los burdeles presionaron para que se les aplicaran impuestos con el fin de aumentar la legitimidad del negocio, pero el poder legislativo se negó a ello. Los burdeles pagan impuestos a sus respectivos condados. El condado de Lyon recibe aproximadamente entre 400 000 y 500 000 dólares anuales de estos impuestos.

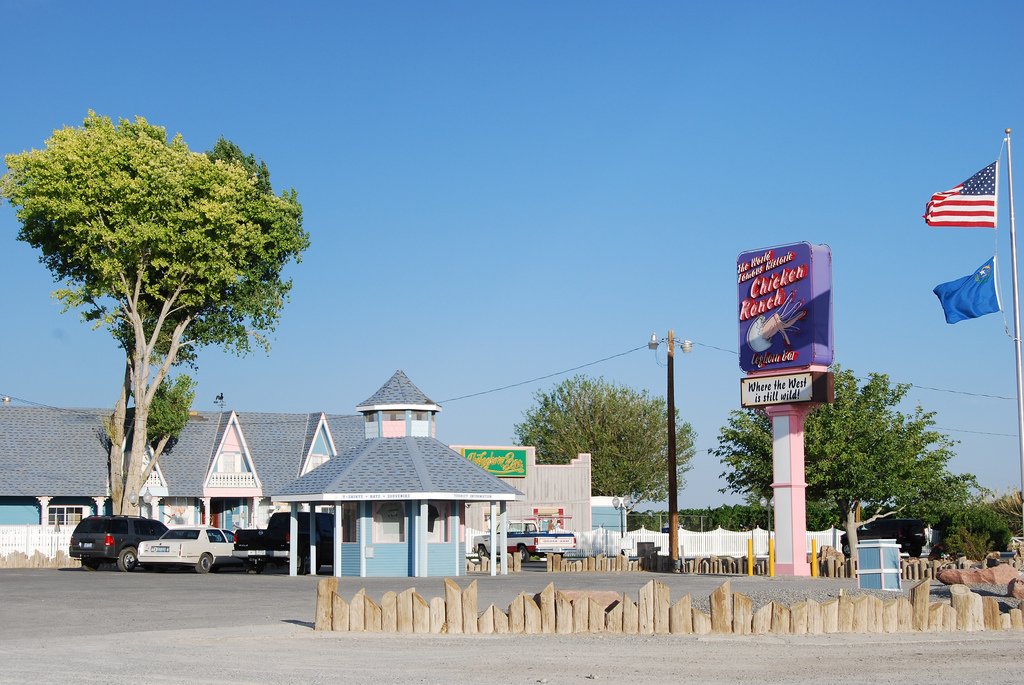
El prostíbulo Chicken Ranch se encuentra a unos 97 km al oeste de Pahrump, también en el condado de Nye.

En noviembre de 2005, la ex prostituta y madame Heidi Fleiss dijo que se asociaría con el propietario del burdel Joe Richards para convertir el burdel Cherry Patch Ranch de Richards en Crystal, en el condado de Nye, en un establecimiento que emplearía prostitutas masculinas y atendería exclusivamente a clientes femeninos, una primicia en Nevada. Sin embargo, en 2009 declaró que había abandonado sus planes de abrir un burdel de este tipo porque deseaba evitar tener que «lidiar con todas las tonterías del negocio del sexo» y prefería centrarse en las energías renovables, que serían «perfectas para Nevada. Ahí es donde está el dinero. Es la ola del futuro».
El 11 de diciembre de 2009, la Junta de Salud del estado de Nevada acordó por unanimidad añadir los exámenes uretrales a las directrices, permitiendo así que los trabajadores del sexo varones se sometieran a pruebas de detección de enfermedades de transmisión sexual.

## Situación jurídica

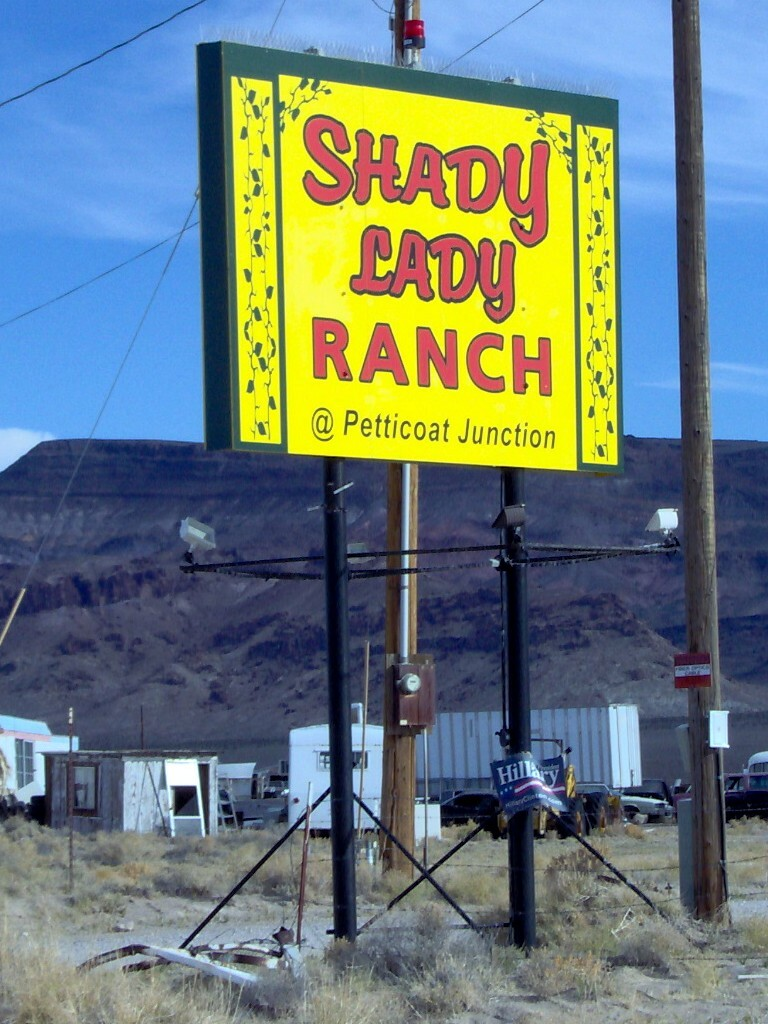
Letrero del burdel Shady Lady Ranch.

Según la ley del estado de Nevada, cualquier condado con una población de hasta 700 000 habitantes, según el último censo decenal, puede autorizar los burdeles si así lo desea. Las ciudades y pueblos de los condados que permiten la prostitución pueden regular aún más el comercio o prohibirlo por completo.
Actualmente 6 de los 17 condados de Nevada tienen burdeles activos (todos ellos son condados rurales). En septiembre de 2023, había 19 burdeles legales activos en el estado.
La ley estatal prohíbe la prostitución en el condado de Clark (que contiene Las Vegas), y bajo la ley del condado o municipal en Carson City (una ciudad independiente), y estos otros condados: Douglas, Eureka, Lincoln, Pershing y Washoe (donde se encuentra Reno). 
Los otros 10 condados de Nevada permiten burdeles con licencia en determinadas zonas o ciudades. Los 10 condados rurales han tenido al menos un burdel legal en funcionamiento desde 1971, pero muchos de estos burdeles no tuvieron éxito financiero o incumplieron la normativa sanitaria estatal. En 2016, solo siete de estos condados tenían burdeles activos, mientras que los otros tres (Churchill, Esmeralda y Humboldt) ya no los tenían.

### Panorama

#### Legislación estatal
- La prostitución solo es legal en los burdeles autorizados.[19]
- Los burdeles están prohibidos en las comarcas de más de 700 000 habitantes.[20]
- Es obligatorio el uso del preservativo.[21]
- Las prostitutas deben someterse a pruebas de ITS semanales o mensuales.[22]

#### Legislación condal
| Condado               | Legalidad de la prostitución                                                         | Legislación                                                                       | Número de burdeles (a febrero de 2018)   | Notas |
| --------------------- | ------------------------------------------------------------------------------------ | --------------------------------------------------------------------------------- | ---------------------------------------- | --- |
| Carson City           | No                                                                                   | Código del Condado. Título 8, capítulo 8.04.110                                   | 0                                        | |
| Condado de Churchill  | Yes                                                                                  | Código del Condado. Título 5, capítulo 5.20                                       | 0                                        | La última licencia de prostíbulo se retiró en 2004. Desde entonces no se han concedido licencias. |
| Condado de Clark      | No                                                                                   | Estatuto Revisado de Nevada 244.345 Código del Condado. Título 12, capítulo 12.08 | 0                                        | |
| Condado de Douglas    | No                                                                                   | Código del Condado. Título 9, capítulo 9.20                                       | 0                                        | |
| Condado de Elko       | Es solo legal en las comunidades incorporadas de Elko, Carlin, West Wendover y Wells | Código del Condado. Título 7, capítulo 1.6                                        | Carlin: 2 Elko: 4 Wells: 2               | |
| Condado de Esmeralda  | Yes                                                                                  | Ordenanza 154                                                                     | 0                                        | |
| Condado de Eureka     | No                                                                                   | Código del Condado. Título 6, capítulo 60                                         | 0                                        | |
| Condado de Humboldt   | Es solo legal en la comunidad incorporada de Winnemucca                              | Código del Condado. Título 5, capítulo 5.08                                       | 0                                        | |
| Condado de Lander     | Yes                                                                                  | Código del Condado. Título 5, capítulo 5.16                                       | Battle Mountain: 1                       | |
| Condado de Lincoln    | No                                                                                   | Código del Condado. Título 7, capítulo 2                                          | 0                                        | |
| Condado de Lyon       | Es solo legal Mound House                                                            | Código del Condado. Título 5, capítulo 3                                          | Mound House: 4                           | No se pueden conceder más de 4 licencias de burdel. |
| Condado de Mineral    | Yes                                                                                  | Código del Condado. Título 5, capítulo 5                                          | Mina: 1                                  | A efectos de la concesión de licencias, el condado de Mineral se divide en 2 zonas geográficas: Distrito de Mina y Distrito de Hawthorne. Las licencias están limitadas a un máximo de 2 en cada zona. |
| Condado de Nye        | Yes                                                                                  | Código del Condado. Título 9, capítulo 9.20                                       | Amargosa Valley: 1 Crystal: 1 Pahrump: 2 | No se puede expedir más de una licencia de burdel para Amargosa Valley. |
| Condado de Pershing   | No                                                                                   | Código del Condado. Título 9, capítulo 9.08                                       | 0                                        | |
| Condado de Storey     | Yes                                                                                  | Código del Condado. Título 5, capítulo 5.16                                       | Cerca de Sparks: 1                       | |
| Condado de Washoe     | No                                                                                   | Código del Condado, capítulo 50.238, 53.170.25                                    | 0                                        | |
| Condado de White Pine | Es solo legal en la ciudad incorporada de Ely                                        | Código del Condado. Título 10, capítulo 10.36; Título 17, capítulo 17.60          | Ely: 2                                   | |

## Burdeles legales
En febrero de 2018, existían 21 burdeles legales en el estado que empleaban a unas 200 mujeres en un momento dado. En algunos lugares, existen complejos de varias unidades de varios burdeles independientes regentados por el mismo propietario. Estos incluían The Line, en Winnemucca, y Mustang Ranch, en el condado de Storey.
En septiembre de 2023, sólo quedaban 19 burdeles legales abiertos en el estado, situados en sólo 6 condados rurales.
Las pruebas obligatorias del VIH/sida comenzaron en 1986 y en 1988 se aprobó una ley de preservativos obligatorios. Un estudio realizado en 1995 en dos burdeles reveló que el uso del preservativo en los burdeles era sistemático y que, en consecuencia, no había enfermedades de transmisión sexual. El estudio también concluyó que pocas de las prostitutas utilizaban preservativos en su vida privada.

## Prostitución ilegal
La prostitución ilegal es la forma más común de prostitución en Nevada, siendo catalogada como delito menor. Las ciudades de Las Vegas y Reno se han esforzado por ampliar su base turística atrayendo familias a los hoteles y casinos.
En consecuencia, la legislatura estatal ha declarado ilegal la prostitución en el condado de Clark, y las fuerzas del orden han intentado eliminar la prostitución callejera, antaño desenfrenada, promulgando leyes contra ella en 1971. No obstante, las prostitutas siguen trabajando en los casinos, donde esperan en los bares e intentan entrar en contacto con posibles clientes. De todo el negocio de la prostitución en Nevada, sólo un 10 % es legal, y el 90 % de la prostitución ilegal tiene lugar en Las Vegas. La gran mayoría de la prostitución en Nevada tiene lugar ilegalmente en las áreas metropolitanas de Las Vegas y Reno. La prostitución legal en Nevada genera unos 75 millones de dólares al año, mientras que la prostitución ilegal en el área de Las Vegas genera unos 5 000 millones de dólares al año. La policía de Las Vegas detiene cada mes entre 300 y 400 prostitutas.
Los servicios de acompañantes que ofrecen servicios sexuales eufemísticamente como «entretenimiento» o «compañía» son omnipresentes, con 104 páginas de un directorio de páginas amarillas de Las Vegas dedicadas a «animadores». Los trabajadores autónomos distribuyen folletos a turistas y otras personas a lo largo de Las Vegas Strip. Estos folletos también muestran gráficamente a animadoras «personales» o servicios de acompañantes. A pesar del intento de hacer que Las Vegas Strip sea más apto para familias, la publicidad de estos servicios continúa.
En 2009, el FBI identificó a Las Vegas como una de las 14 ciudades de Estados Unidos con altos índices de prostitución infantil. La policía de Las Vegas afirmó que «aproximadamente 400 niños son recogidos de las calles de la prostitución cada año».
El Departamento de Justicia de los Estados Unidos también ha incluido a Las Vegas entre los 17 destinos más probables de la trata de seres humanos.

## Críticas

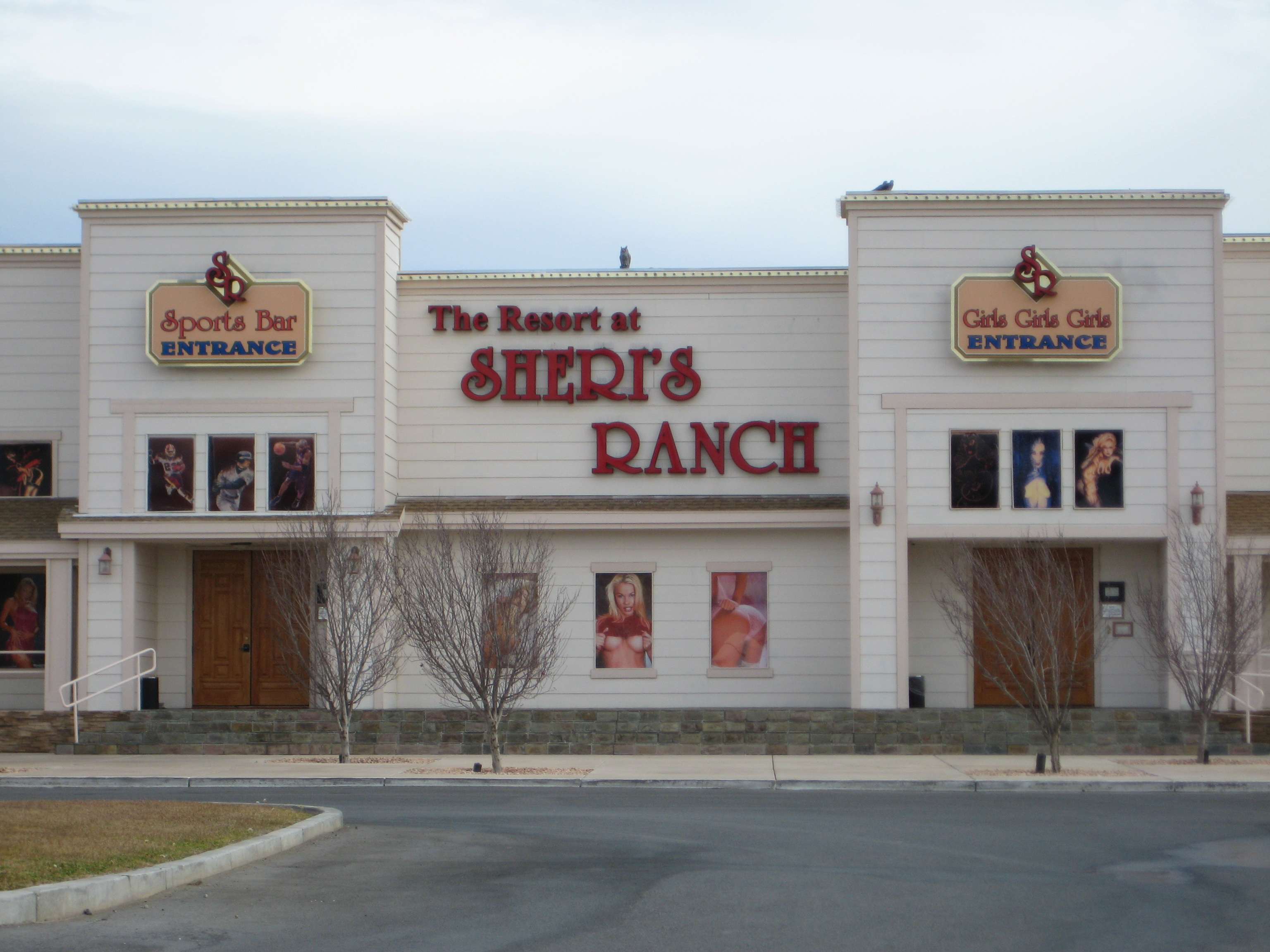
Imagen exterior de Sheri's Ranch, en Pahrump.

Los burdeles de los condados rurales de Nevada han sido criticados por profesionales de la ley, periodistas, activistas de los trabajadores del sexo, feministas, conservadores sociales y religiosos y políticos.
El columnista Bob Herbert llegó a escribir:

Un grotesco ejercicio de deshumanización de la mujer se lleva a cabo de forma rutinaria en el Sheri's Ranch, un burdel legal a una hora en coche de Las Vegas. Allí las mujeres tienen que responder como el perro de Pavlov a una campana electrónica que puede sonar a cualquier hora del día o de la noche. Cuando suena el timbre, las prostitutas tienen cinco minutos para llegar a una zona de reunión donde se ponen en fila, prácticamente desnudas, y se someten a una humillante inspección por parte de cualquier posible cliente que haya pasado por allí».

Durante los años setenta y principios de los ochenta, varias ciudades promulgaron normas que prohibían a las prostitutas de los burdeles locales frecuentar los bares o casinos locales o relacionarse con hombres de la localidad fuera del trabajo. Tras la interposición de una demanda en 1984, estas normativas tuvieron que abandonarse, pero gracias a la colaboración entre los sheriffs y los propietarios de los burdeles, siguen en vigor de forma no oficial. La mayoría de los burdeles no permiten a las prostitutas salir del local durante sus turnos de trabajo de varios días a varias semanas.
En 2009, la investigadora sobre prostitución Melissa Ditmore escribió en The Guardian que los burdeles «imponen algunas restricciones extraordinarias a las trabajadoras del sexo comercial» con el fin de «separar a las trabajadoras del sexo de la comunidad local»: algunos lugares prohíben a las prostitutas salir de los burdeles durante largos periodos de tiempo, mientras que otras jurisdicciones exigen que las prostitutas salgan del condado cuando no están trabajando; algunos lugares no permiten que los hijos de las mujeres que trabajan en los burdeles vivan en la misma zona; algunas trabajadoras de burdeles que tienen coche deben registrar el vehículo en la policía local, y no se permite a las trabajadoras salir del burdel después de las 5 de la tarde; en algunos condados no se permite a las trabajadoras del sexo registradas tener coche en absoluto.
El sistema de burdeles de Nevada también ha sido criticado por activistas del movimiento por los derechos de los trabajadores del sexo, que por otra parte son partidarios de la despenalización total de la prostitución. Las organizaciones y personas que apoyan los derechos de las prostitutas suelen estar a favor de la desregulación y se oponen a la regulación al estilo de Nevada, principalmente por tres razones:
- Los requisitos para obtener la licencia crean un registro permanente que puede dar lugar a discriminaciones posteriores;
- La gran diferencia de poder entre el propietario del burdel y la prostituta hace que las prostitutas tengan muy poca influencia sobre sus condiciones de trabajo;
- Mientras que las prostitutas se someten a controles de antecedentes legales y sanitarios, sus clientes no; por tanto, la normativa está pensada para proteger a los clientes, no a las prostitutas.

Teri, una prostituta que ha trabajado en un burdel de Nevada (y a la que le gustaría que se despenalizara la prostitución), declaró que «Los dueños de los burdeles son peores que cualquier proxeneta. Abusan de las mujeres, las encarcelan y están totalmente protegidos por el Estado».
Otra ex prostituta que trabajó en cuatro burdeles de Nevada atacó el sistema: «Con este sistema, las prostitutas renuncian a demasiada autonomía, control y elección sobre su trabajo y sus vidas» y «Aunque a los dueños de los burdeles les encanta esta solución rentable, puede ser explotadora e innecesaria». Describió cómo las mujeres estaban sujetas a diversas restricciones exageradas, entre ellas que les resultaba muy difícil rechazar a los clientes, que no se les permitía leer libros mientras esperaban a los clientes y que tenían que tratar con médicos que tenían una «actitud condescendiente o sexista» (los burdeles desalentaban y en muchos casos prohibían a las prostitutas acudir a médicos de su propia elección).
En un artículo publicado en The Guardian en 2007, Julie Bindel, activista contra la prostitución, escribió: «Si te crees sus relaciones públicas, los burdeles legales de Nevada son lugares seguros, sanos e incluso divertidos en los que trabajar. Entonces, ¿por qué tantas prostitutas cuentan historias tan horribles de abusos?».
En su informe de 2007, Prostitution and trafficking in Nevada: making the connections, la activista contra la prostitución Melissa Farley presenta los resultados de numerosas entrevistas con propietarios de burdeles y prostitutas, afirma que la mayoría de las prostitutas de los burdeles están controladas por proxenetas externos y que sufren abusos generalizados por parte de los propietarios de los burdeles y los clientes. Farley afirmó que «lo que ocurre en los burdeles legales es acoso sexual, explotación sexual y, en ocasiones, violación»; también afirmó que más del 80 % de las mujeres que había entrevistado le habían dicho que querían abandonar la prostitución.
Alexa Albert, estudiante de medicina de la Universidad Harvard, autora de Brothel: Mustang Ranch and Its Women, que realizó un estudio sobre salud pública en uno de los burdeles de Nevada, escribió en su libro que los propietarios de los burdeles solían exigir a las prostitutas que tuvieran proxenetas externos, porque se pensaba que éstos hacían que las mujeres trabajaran más: «La participación de los proxenetas permitía a los dueños de los burdeles dejar la disciplina en manos de hombres que no dudarían en mantener a raya a sus mujeres».
Bob Herbert también afirmó que muchas prostitutas de burdeles están controladas por proxenetas externos: «A pesar de la ficción de que son «contratistas independientes», la mayoría de las llamadas prostitutas legales tienen proxenetas: los proxenetas sancionados por el Estado que dirigen los burdeles y, en muchos casos, un segundo proxeneta que controla todos los demás aspectos de sus vidas (y se lleva la mayor parte de sus ganancias legales)».
En 1998, proxenetas de Oregón consiguieron colocar al menos a cuatro chicas menores de edad en burdeles legales de Nevada; fueron detenidos y condenados.
Sobre el tráfico de chicas menores de edad a los burdeles de Nevada, el detective de Oregón Greg Harvey dijo: «Está ocurriendo ahora mismo, es increíble la cantidad de chicas que se envían desde aquí a diferentes burdeles del norte y el sur de Nevada. Muchas son menores de edad». Otro detective, el sargento Pete Kerns, apoyó las afirmaciones de Harvey. «Nunca compres la línea de que nadie menor de 18 años trabaja en (los burdeles de Nevada)», dijo Kerns.«Está ocurriendo».
La ex comisionada del condado de Nye Candice Trummell, directora de la Coalición de Nevada contra el Tráfico Sexual, dijo: «Ya es hora de que Nevada sea el último estado de Estados Unidos que se oponga por fin a todas las formas de esclavitud». El asambleísta Bob L. Beers dijo: «El propietario de un burdel es alguien que, en esencia, no es más que un propietario de esclavos».
Algunos propietarios de burdeles se han visto implicados en actividades delictivas: en marzo de 2009, el propietario de un burdel del condado de Nye se declaró culpable de cargos de fraude por pagar sobornos a un ex comisionado del condado de Nye; en 2008, el propietario de un burdel fue condenado a 15 años de prisión federal por dos cargos de pornografía infantil; Los legisladores rurales normalmente también se oponen a estas leyes, a pesar del hecho de que la prostitución legal en burdeles no proporciona una cantidad significativa de ingresos para los condados.
Un destacado opositor a la legalización de la prostitución en Nevada fue John Reese. En un principio se basó en argumentos morales y religiosos, pero luego recurrió a tácticas de riesgo para la salud, aunque tuvo que dar marcha atrás ante la amenaza de una demanda por difamación. En 1994, intentó obtener una licencia para un burdel gay en un intento apenas velado de galvanizar la oposición contra todos los burdeles. Cinco años después, organizó su propio secuestro cerca del Mustang Ranch. Sus esfuerzos por recoger suficientes firmas para derogar las leyes de prostitución han fracasado hasta ahora.
El Moonlite Bunny Ranch en Mound House, cerca de Carson City.
Los políticos de Nevada pueden jugar a dos bandas en la disputa sobre la prostitución declarando que ellos personalmente se oponen a la prostitución pero que consideran que debe ser decisión de los condados. Como casi tres cuartas partes de la población de Nevada vive en un solo condado (en el condado de Clark, donde la prostitución es ilegal), el control de los condados sobre los asuntos locales es un tema candente. Los legisladores de los condados del norte suelen oponerse por reflejo a lo que consideran una «intromisión» de la mayoría del sur, y los legisladores del sur se han mostrado demasiado divididos sobre la cuestión como para impulsar una prohibición en todo el estado.
Desde 2003, el alcalde de Las Vegas Oscar Goodman (1999-2011), declaró en repetidas ocasiones que estaba a favor de la legalización de la prostitución en la ciudad, tal vez convirtiendo East Fremont Street en una pequeña Ámsterdam. Goodman afirmó que existían razones pragmáticas para respaldar la legalización de la prostitución. Entre ellas, el reconocimiento de que existe prostitución ilegal y de que los burdeles podrían ofrecer un sexo más seguro, regulado y generador de ingresos.
La organización de propietarios de burdeles, apoyada por el senador estatal demócrata Bob Coffin, ha estado presionando para que se graven los burdeles, con el fin de aumentar la legitimidad del sector. La propuesta, que habría instituido un impuesto de 5 dólares por acto de prostitución, cuyos ingresos se destinarían en parte a una agencia de asesoramiento de trabajadoras del sexo, fue rechazada en el Comité de Impuestos en abril de 2009.
En febrero de 2011, otro senador, a nivel nacional, el demócrata Harry Reid, que representó a Nevada en la Cámara Alta Cámara Alta (1987- 2017) sugirió la ilegalización de los burdeles en el estado.

## Opinión pública
Las opiniones de los residentes de Nevada varían, pero la mayoría parece apoyar el statu quo de la prostitución: apoyan las leyes que permiten los burdeles con licencia en las zonas rurales, pero se oponen a la legalización de la prostitución en Las Vegas. Una encuesta realizada en Nevada en 2002 reveló que el 52 % de los 600 encuestados estaba a favor de los burdeles legales y regulados existentes, mientras que el 31 % estaba en contra de las leyes que permiten la prostitución y el resto se mostraba indeciso, prefería menos restricciones legales a la prostitución o no ofrecía una opinión. En 2003, casi el 60 % de los residentes de Nevada se opusieron a la legalización de los burdeles y la prostitución en Las Vegas (el 59 % se opuso a esta idea, el 35 % la apoyó y el 6 % no supo o no contestó). Una vez más, el apoyo era más fuerte en las zonas rurales (donde nació la mayoría de la población de Nevada) y más débil en los condados de Clark y Washoe; las mujeres se oponían más a la idea que los hombres.
En 2004, tras el cierre del último burdel del condado de Churchill, una iniciativa electoral del condado para prohibir permanentemente la prostitución en ese condado fue derrotada por un margen de 2-1.
Una encuesta de Public Policy Polling de julio de 2011 reveló que el 56 % de los votantes de Nevada pensaba que la prostitución debería ser legal, mientras que solo el 32 % pensaba que debería ser ilegal y el 12 % no estaba seguro. En otra encuesta realizada un año más tarde, en junio de 2012, se encontró que el 64 % de los votantes del estado pensaban que los burdeles deberían ser legales, mientras que un 23 % pensaba que deberían ser ilegales y el 13 % no estaba seguro.
En 2018, el condado de Lyon votó por un margen de 3 a 1 para rechazar la Pregunta 1, que habría derogado la ordenanza de burdeles del condado y cerrado cuatro burdeles en Mound House.

## Museo
Crystal, en el condado de Nye, tenía un museo de arte prostibulario asociado a dos burdeles locales. Los visitantes han informado de que se trataba principalmente de recortes de periódicos. En 2020, coincidiendo con la pandemia de COVID-19, ambos burdeles fueron cerrados.